# Mehdi Ben Bouchta
Mehdi Ben Bouchta, né le 19 juin 1936 à Fès et mort le 15 août 2004 à Rabat, est un magistrat et homme politique marocain.

## Biographie

### Formation
Mehdi Ben Bouchta suit toutes ses études primaires et secondaires dans sa ville natale de Fès. À l'âge de 18 ans, il s'inscrit à la faculté de droit de Rabat. Après avoir obtenu sa licence en droit, il s'inscrit à l'Institut sociologique de Grenoble en France.

### Carrière de fonctionnaire
Entre 1959 et 1963, Mehdi Ben Bouchta est magistrat au tribunal de première instance de Rabat. Il occupe ensuite de 1963 à 1965 la fonction de directeur de cabinet du Premier ministre Ahmed Bahnini puis celle de chargé de mission au Cabinet royal entre 1965 et 1966.

### Carrière politique
Le 11 octobre 1971, il est élu président de la Chambre des représentants en remplaçant Abdelhadi Boutaleb.
Dans les années 1970, il est nommé successivement sous-secrétaire d'État, secrétaire d'État, ministre de la Jeunesse et des Sports et ministre de l'Emploi et de la Formation professionnelle.

### Autre fonction
Il est également président de la Société marocaine de construction automobile (SOMACA) jusqu'en 1996.
En 1992, il est le premier président du conseil municipal de Harhoura; commune nouvellement créé après le découpage administratif de 1992.